# National Basketball League 1941-1942
La stagione di National Basketball League 1941-1942 fu la quinta nella storia della National Basketball League. Vinsero il titolo gli Oshkosh All-Stars per il secondo anno consecutivo.

## Risultati

### Stagione regolare
| Squadra                     | V  | P  | %    |
| --------------------------- | -- | -- | ---- |
| Oshkosh All-Stars           | 20 | 4  | 83,3 |
| Fort Wayne Zollner Pistons  | 15 | 9  | 62,5 |
| Akron Goodyear Wingfoots    | 15 | 9  | 62,5 |
| Indianapolis Kautskys       | 12 | 11 | 52,2 |
| Sheboygan Red Skins         | 10 | 14 | 41,7 |
| Chicago Bruins              | 8  | 15 | 34,8 |
| Toledo Jim White Chevrolets | 3  | 21 | 12,5 |

### Play-off
|  | Semifinali Al meglio delle tre partite | Semifinali Al meglio delle tre partite | Semifinali Al meglio delle tre partite | Semifinali Al meglio delle tre partite | Semifinali Al meglio delle tre partite |  |  | Finale Al meglio delle tre partite | Finale Al meglio delle tre partite | Finale Al meglio delle tre partite | Finale Al meglio delle tre partite | Finale Al meglio delle tre partite |  |
|  |                                        |                                        |                                        |                                        |                                        |  |  |                                    |                                    |                                    |                                    |                                    |  |
|  | 1                                      | Oshkosh All-Stars                      | Oshkosh All-Stars                      | 40                                     | 64                                     |  |  |                                    |                                    |                                    |                                    |                                    |  |
|  | 4                                      | Ind. Kautskys                          | Ind. Kautskys                          | 33                                     | 48                                     |  |  | 1                                  | Oshkosh All-Stars                  | 43                                 | 68                                 | 52                                 |  |
|  | 3                                      | Akron Wingfoots                        | 46                                     | 48                                     | 43                                     |  |  | 2                                  | Ft. Wayne Pistons                  | 61                                 | 60                                 | 46                                 |  |
|  | 2                                      | Ft. Wayne Pistons                      | 30                                     | 51                                     | 49                                     |  |  |                                    |                                    |                                    |                                    |                                    |  |

## Vincitore
| Campione NBL 1941-1942        |
| ----------------------------- |
| Oshkosh All-Stars (2º titolo) |

## Premi NBL
- NBL Most Valuable Player: Chuck Chuckovits, Toledo Jim White Chevrolets
- NBL Rookie of the Year: George Glamack, Akron Goodyear Wingfoots
- NBL Coach of the Year: Lonnie Darling, Oshkosh All-Stars
- All-NBL First Team
  - Chuck Chuckovits, Toledo Jim White Chevrolets
  - Leroy Edwards, Oshkosh All-Stars
  - Bobby McDermott, Fort Wayne Zollner Pistons
  - Charley Shipp, Oshkosh All-Stars
  - Ben Stephens, Akron Goodyear Wingfoots
- All-NBL Second Team
  - Ed Dancker, Sheboygan Red Skins
  - George Glamack, Akron Goodyear Wingfoots
  - Herm Schaefer, Fort Wayne Zollner Pistons
  - Ralph Vaughn, Chicago Bruins
  - Jewell Young, Indianapolis Kautskys